# Gene Parsons
Gene Victor Parsons es un músico, compositor e ingeniero de sonido estadounidense, conocido por tocar con The Byrds entre 1968 y 1972. Parsons también ha publicado álbumes en solitario y con bandas como Nashville West, The Flying Burrito Brothers y Parsons Green. Se le acredita haber inventado el B-Bender (también conocido como StringBender) junto a Clarence White.

## Discografía seleccionada

### The Byrds
- Dr. Byrds & Mr. Hyde (1969)
- Ballad of Easy Rider (1969)
- (Untitled) (1970)
- Byrdmaniax (1971)
- Farther Along (1971)
- Live at the Fillmore – February 1969 (2000)
- Live at Royal Albert Hall 1971 (2008)

### Gene Parsons
- Kindling (1973)
- Melodies (1979)
- In Concert - I Hope They'll Let Us In (2001)

### The Flying Burrito Brothers
- Flying Again (1975)
- Airborne (1976)
- Red Album: Live Studio Party in Hollywood (2002)

### Nashville West
- Nashville West (aka The Legendary Nashville West Album) (1976)

### Parsons Green
- Birds Of A Feather (1988)
- Live From Caspar (2001)

### Haywire
- Nature Quest: Bluegrass Christmas (1998)

### Guilbeau & Parsons
- Louisiana Rain (2002)